# Parafia Wniebowzięcia Najświętszej Maryi Panny i św. Wojciecha w Ostrzyhomiu
Parafia Wniebowzięcia Najświętszej Maryi Panny i św. Wojciecha w Ostrzyhomiu – rzymskokatolicka parafia archikatedralna, administracyjnie należąca do archidiecezji ostrzyhomsko-budapeszteńskiej, znajdująca się w dekanacie Esztergom.